# Cesare Pasini
Pour les articles homonymes, voir Pasini.
Cesare Pasini est un bibliothécaire et historien italien né à Milan le 3 février 1950. Il est préfet (directeur) de la Bibliothèque apostolique vaticane depuis 2007 et jusqu'en 2023.

## Biographie
Ordonné prêtre le 8 juin 1974, il étudie à Rome au Pontificio Istituto Orientale (1974-1977). Il obtient le titre de docteur en « sciences ecclésiastiques orientales » en 1979 grâce à une édition critique et un commentaire de la vie de Philippe d'Agira par le moine Eusebio (publiée en 1981).
Il enseigne la patrologie au séminaire de Saronno de 1978 à 1989. Membre de l'équipe scientifique de la bibliothèque ambrosienne de Milan à partir de 1986, il en est nommé vice-préfet (directeur adjoint) (1995-2007), ainsi que directeur de l'Académie de saint Ambroise (2003-2007).
Il est nommé préfet de la Bibliothèque apostolique vaticane en 2007.

## Œuvres
- Vita di S. Filippo d’Agira attribuita al monaco Eusebio. Introduzione, edizione critica, traduzione e note, Roma, Pontificium Institutum Orientalium Studiorum, 1981 (Orientalia Christiana Analecta, 214).
- Le fonti greche su sant’Ambrogio, Milano Roma, Biblioteca Ambrosiana Città Nuova Editrice, 1990 (Tutte le opere di sant’Ambrogio. Sussidi, 24/I).
- Ambrogio di Milano. Azione e pensiero di un vescovo, Cinisello Balsamo, San Paolo, 1996, 19972 (Grandi biografie, 6).
- Manoscritti e frammenti greci dell’Ambrosiana. Integrazioni al catalogo di Emidio Martini e Domenico Bassi, Roma, Università di Roma « La Sapienza », 1997 (Testi e studi bizantino-neoellenici, 9).
- Inventario agiografico dei manoscritti greci dell’Ambrosiana, Bruxelles, Société des Bollandistes, 2003 (Subsidia Hagiographica, 84).
- Bibliografia dei manoscritti greci dell’Ambrosiana (1857-2006), Milano, Vita e Pensiero, 2007 (Bibliotheca erudita, 30).